# Rune Rudberg
Rune Rudberg, född 23 augusti 1961, är en norsk dansbandssångare. Han är född i Fenstad, Nes kommun, Akershus och uppvuxen i Trøgstad i Østfold, Norge.
Genom åren har han haft runt 5000-6000 spelningar runt om i Norge och hans största hit är utan tvivel "Ut mot havet" som blev hans genombrott 1988. Han har även sjungit i dansbandet Scandinavia, men blev sparkad därifrån i augusti 2005 då det hade avslöjats att han missbrukat narkotika.

## Diskografi
Studioalbum
- 1988 – Ut mot havet
- 1989 – Vinger over Europa
- 1990 – Lysene fra land
- 1994 – Tidevannsbølger
- 1997 – Halfway to Paradise
- 1999 – Julenissen tror på meg
- 2000 – På nye eventyr
- 2004 – Gone Country
- 2007 – Runaway
- 2009 – Stormande hav
- 2012 – Strong Enough
- 2013 – Tro
- 2014 – På konsert med Rune Rudberg Band
- 2015 – Levd liv
- 2016 – Kindly Keep It Country

Samlingsalbum
- 1995 – Landeplager
- 2000 – På oppfordring
- 2003 – Fri som en vind
- 2004 – Topp 20
- 2007 – Rett fra sofaen
- 2013 – 40 første hits 1984–1997